# پتاکاکیسگو
پتاکاکیسگو شهری در شهرستان زیمتنگا در استان بام در بورکینافاسوی شمالی است و جمعیت آن ۳۰۸ نفر است.